# Shikina-en
Le Shikina-en (識名園) est un jardin résidentiel dans l'île japonaise d'Okinawa. La superficie totale du jardin est de 41 997 m2. En 2000, le Shikina-en est inscrit avec d'autres monuments de la préfecture d'Okinawa au patrimoine mondial de l'UNESCO sous l’appellation « sites Gusuku et biens associés du royaume des Ryukyu ».

## Histoire
La résidence fut créée en 1799 durant l'époque du royaume de Ryūkyū, non seulement pour l'usage des rois et de leurs familles mais également pour recevoir les ambassadeurs de Chine. La disposition du jardin rappelle celle des jardins modernes mais la résidence avec ses tuiles rouges est typiquement du style d'Okinawa et le lac avec ses deux ponts sur la minuscule île est conçu dans le style chinois. Le jardin est un rare exemple d'architecture paysagère de valeur historique des îles Ryūkyū.

## Galerie

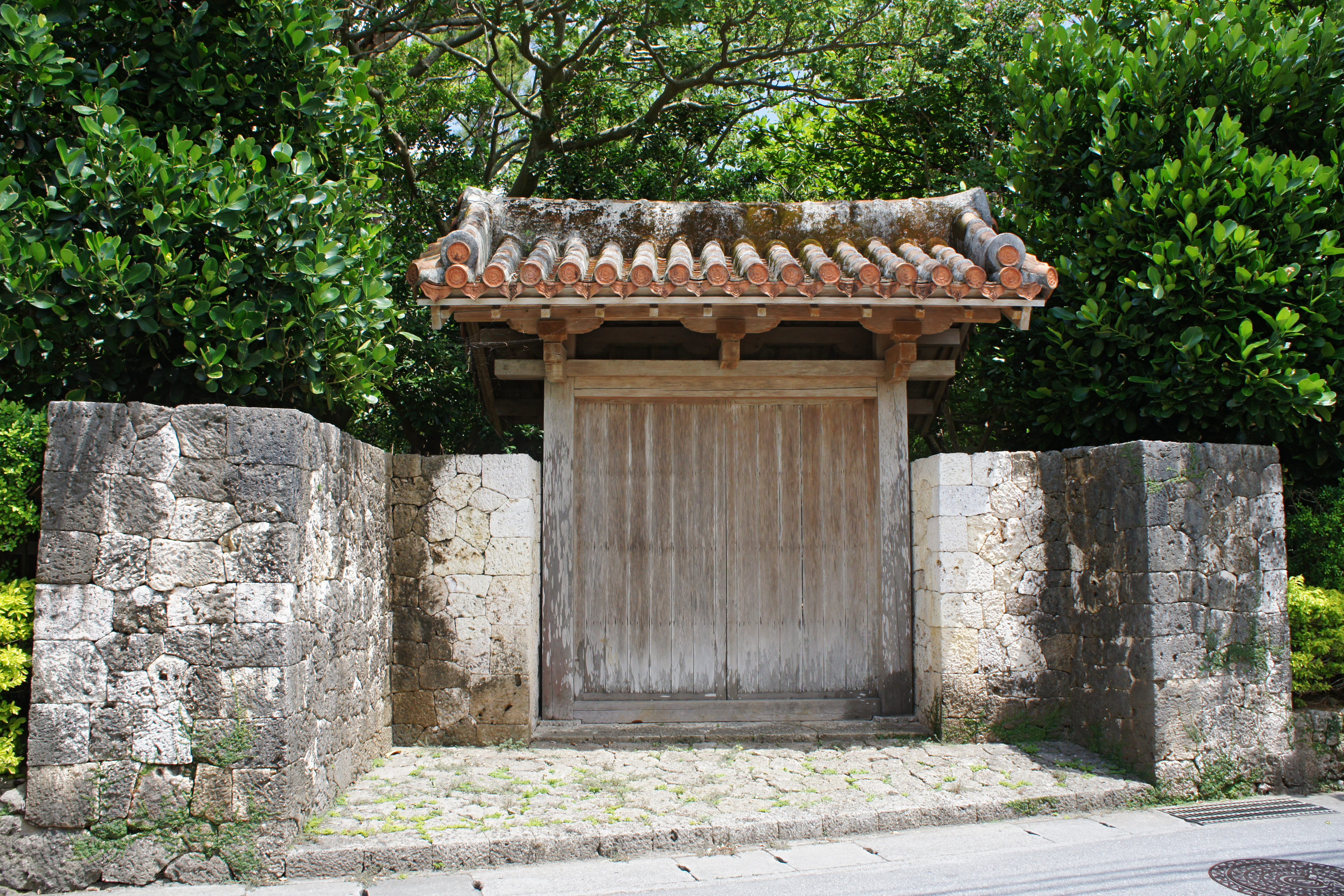
Portail.
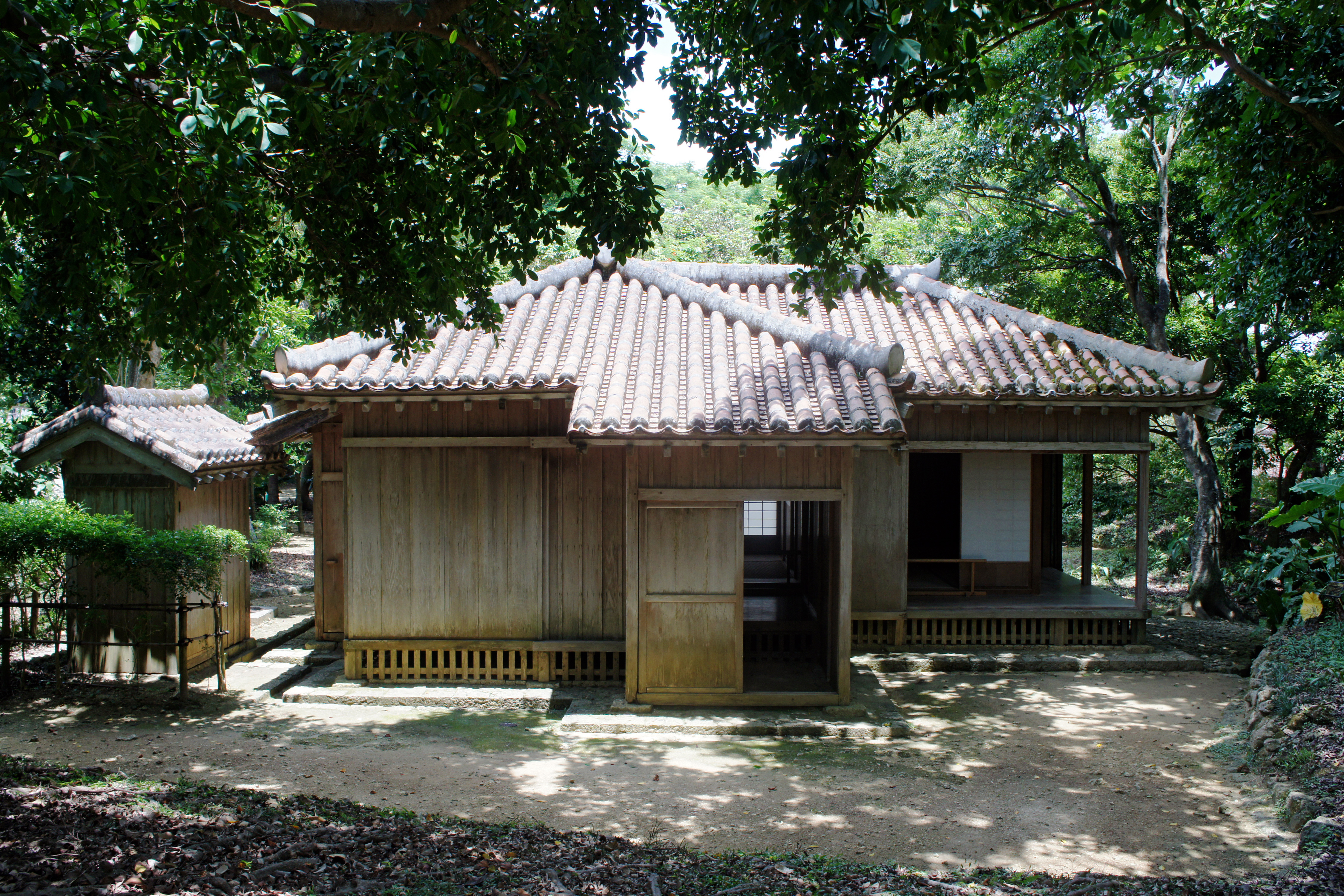
Banya.
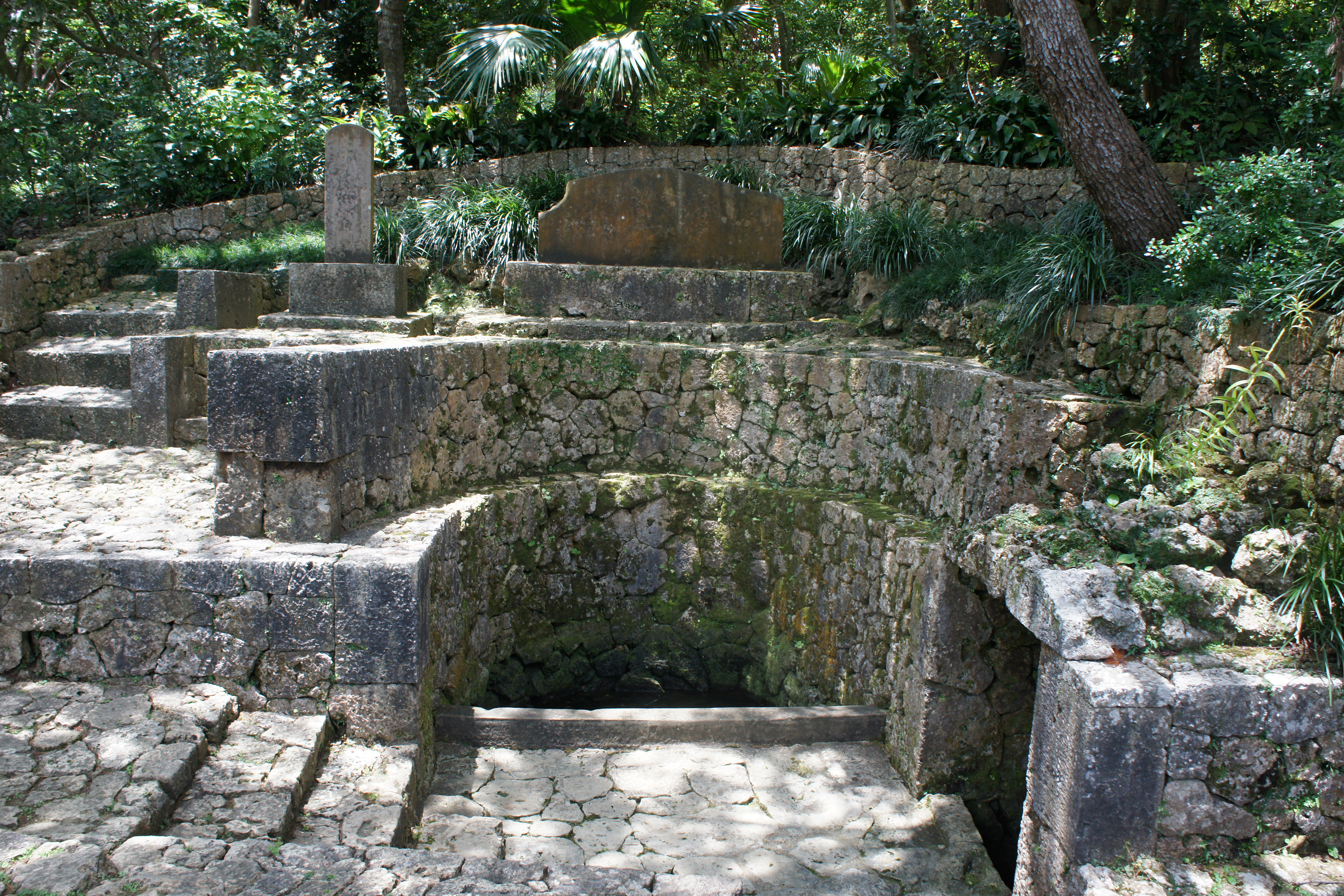
École.
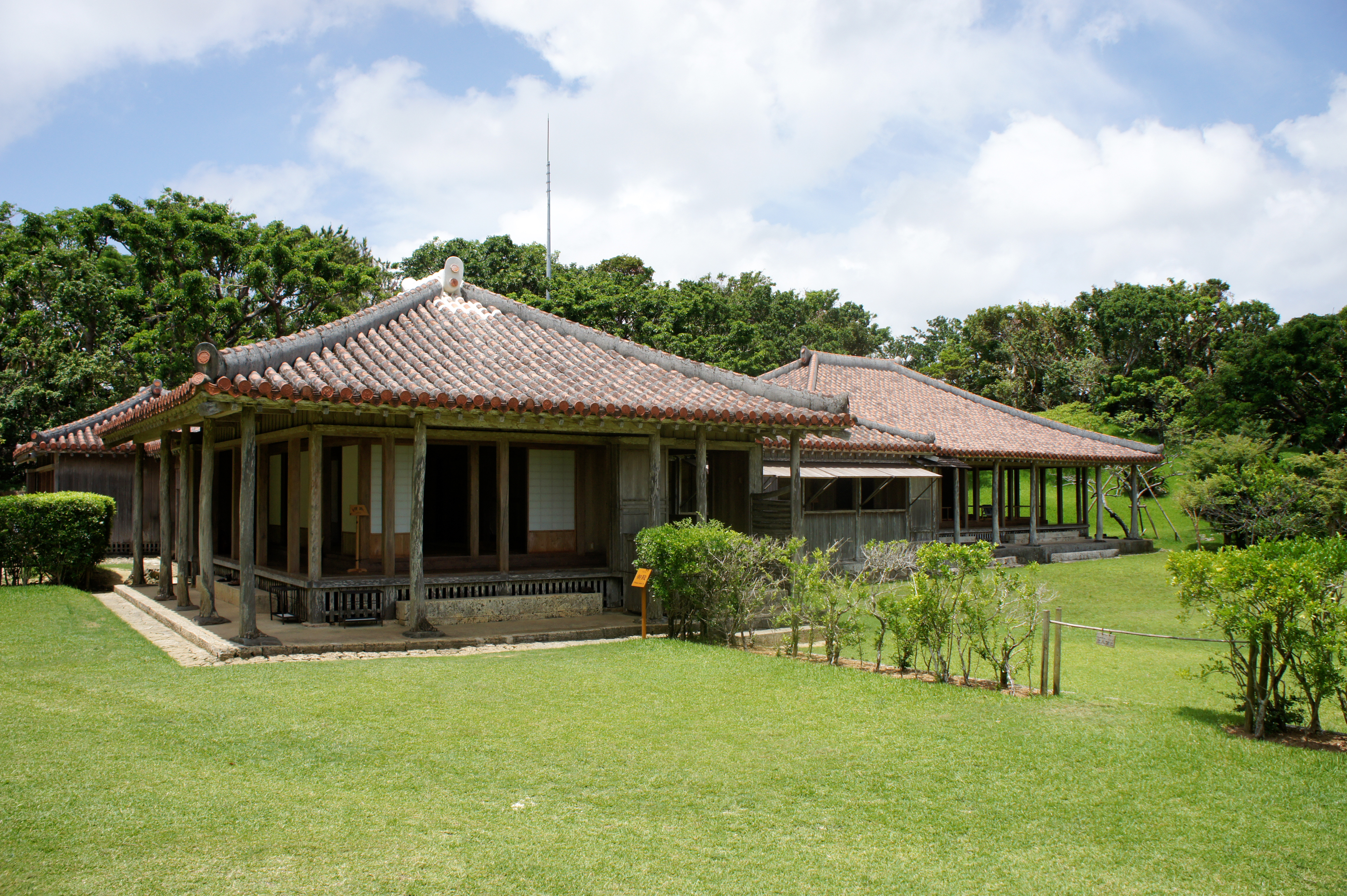
Palais.
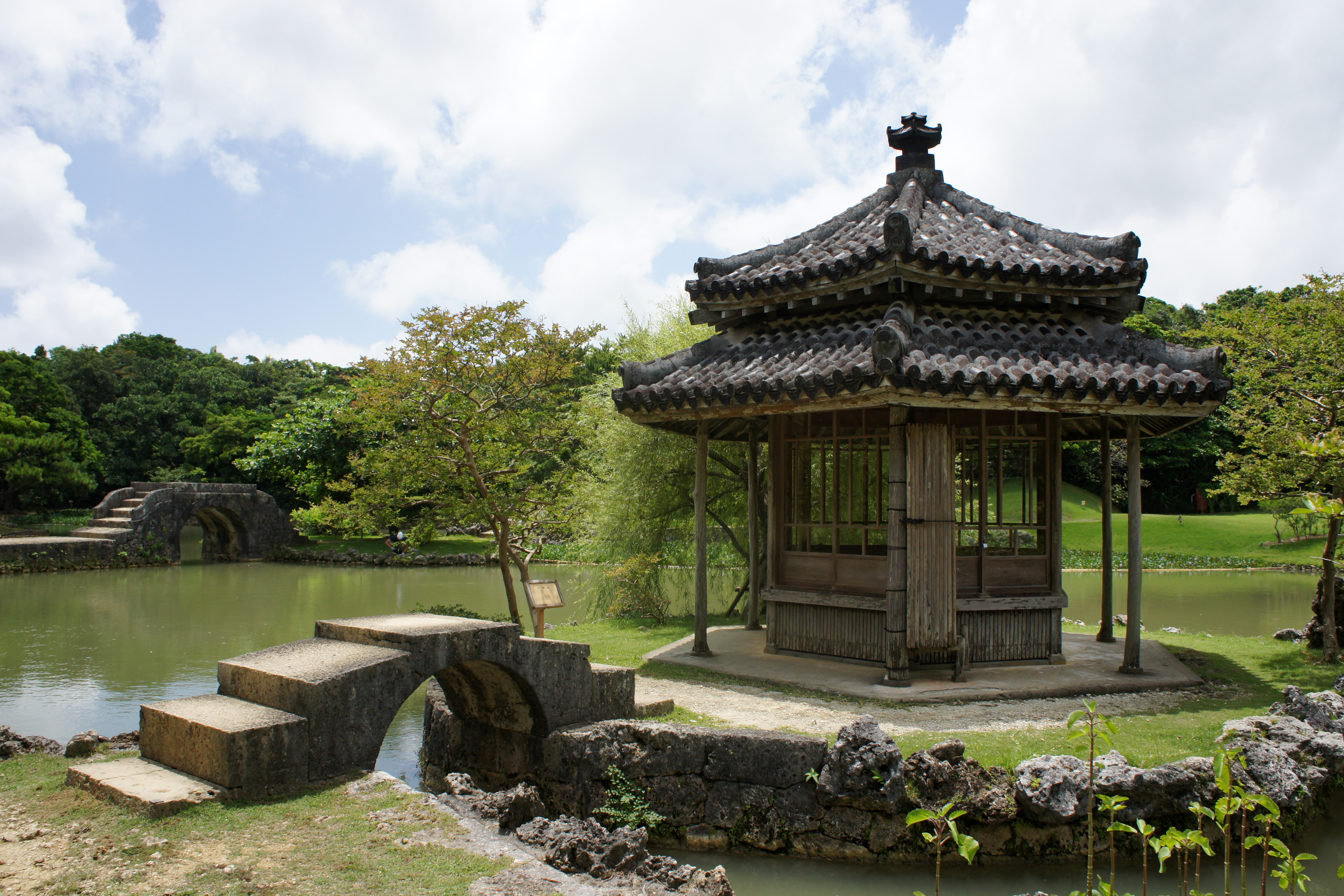
Lac.
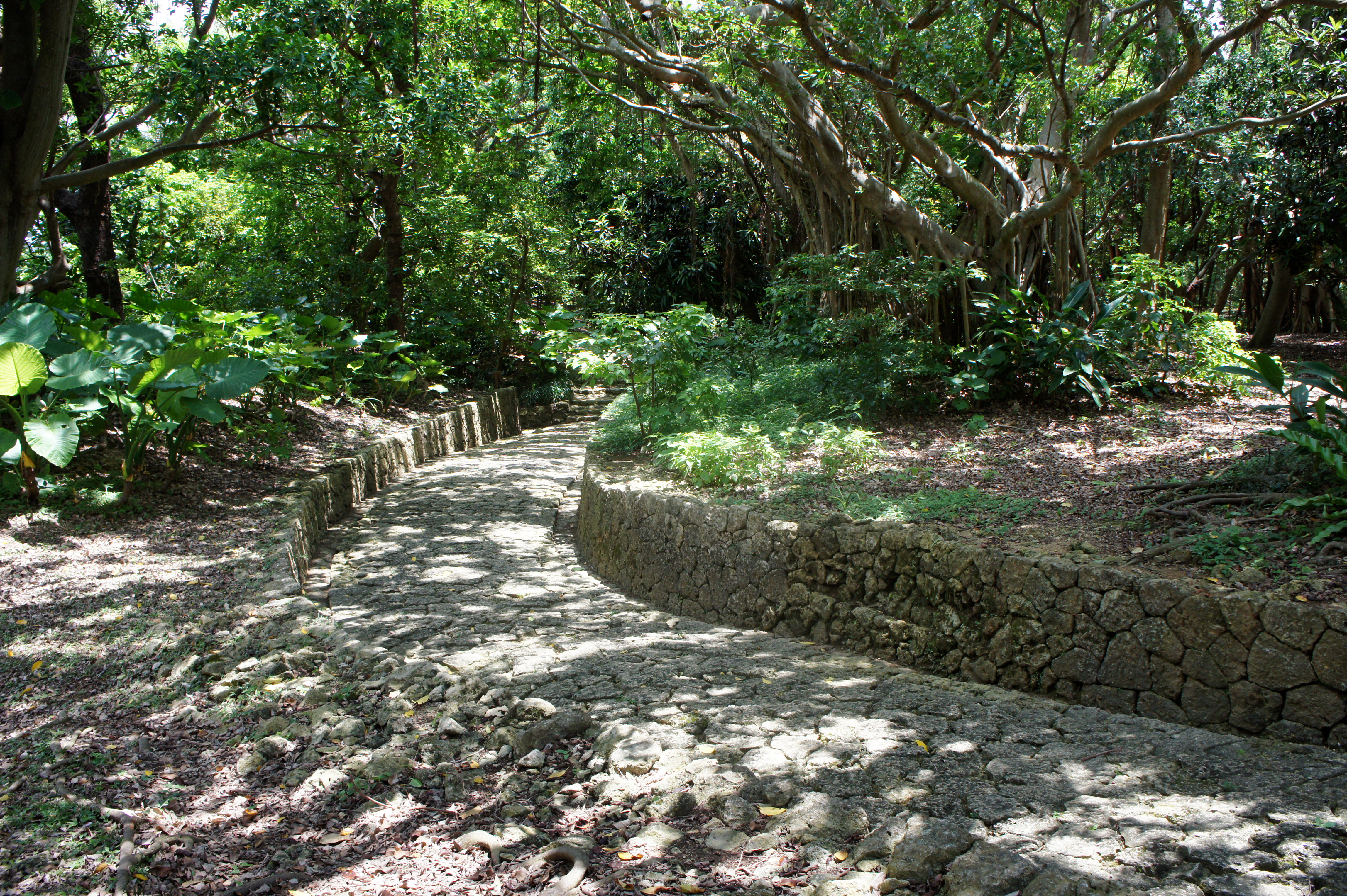
Route pavée.

## Source de la traduction
- (cs) Cet article est partiellement ou en totalité issu de l’article de Wikipédia en tchèque intitulé « Šikina-en » (voir la liste des auteurs).